# Раків (Білорусь)
Раків (біл. Ракаў) — село в Білорусі, на річці Іслочі. Центр сільради Воложинського району Мінської області. Населення на 2010 рік — 2626 осіб. Розташоване в 40 кілометрів на південний схід від Воложина, за 39 кілометрів від Мінська; в 16 кілометрах від залізничної станції Білорусь, близько автомобільної дороги Мінськ — Гродно.
Раків — давнє магдебурзьке місто історичної Мінщини, колишня столиця графства. До нашого часу тут збереглися колишній домініканський костел Святого Духа в стилі бароко і каплиця Святої Анни в стилі класицизму, пам'ятники архітектури XVIII—XIX століть. З-поміж цікавих виділялися зведені в XVIII столітті житловий корпус монастиря домініканців, зруйнований російськими властями, і комплекс монастиря базільянов з церквою Воздвиження Святого Хреста, зруйнований радянською владою.

## Історія
Вперше Раків згадується в XIV столітті як великокнязівське володіння. У 1465 році великий князь Казимир передав поселення Кезгайли, з 1550 року — у володінні Завішів. У 2-й половині XVI ст. тут заснували кальвіністський збір (діяв до початку XVIII ст.). Згідно адміністративно-територіальної реформи 1565—1566 років поселення увійшло до складу Мінського повіту Мінського воєводства.
У 1568 році Раків отримав статус містечка. У 1-й половині XVII ст. поселення перейшло до Сангушків, за якими воно стало значним торговим містом, центром графства. В цей час тут працювала відома друкарня. У 1686 році Констанція Сангушко з Сапегів заснувала в містечку домініканський монастир Святого Духа.
У 1701 році король і великий князь Август Сильний надав Раків привілей на 2 ярмарки на рік. Почався швидкий економічний підйом. Через місто проходили 2 гостинці: Мінськ — Першаі — Воложин — Ошмяни і Раків — Вілейка. У 1702 році Казимир Сангушко заснував тут базиліанський монастир. У 1742 році сталася пожежа, яка знищила монастир Святого Духа (незабаром відбудований). На 1779 рік в місті було 297 дворів, 24 крамниці, 91 ремісників.

## Галерея

Краєвиди Ракова
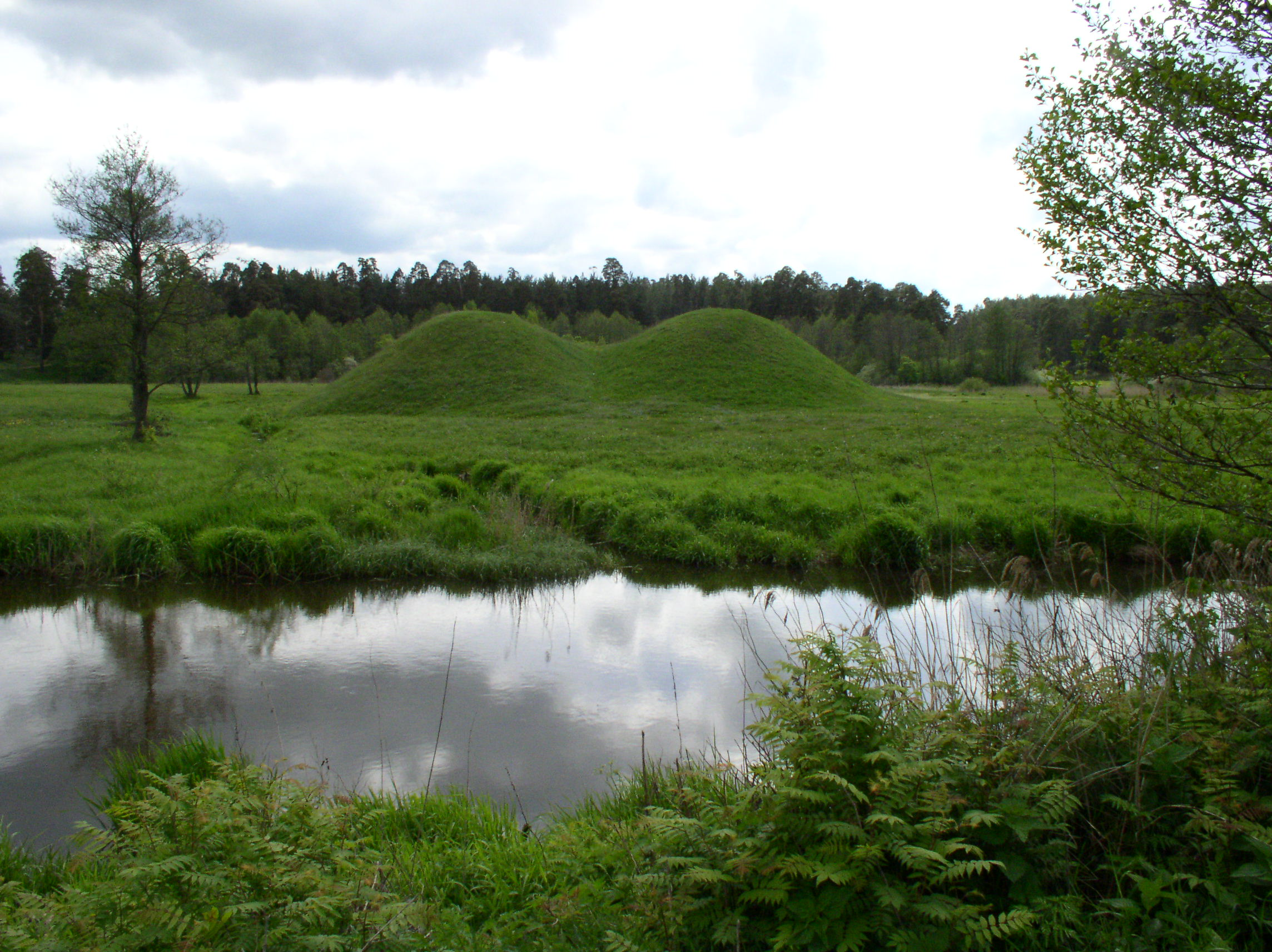
Городище і ставок
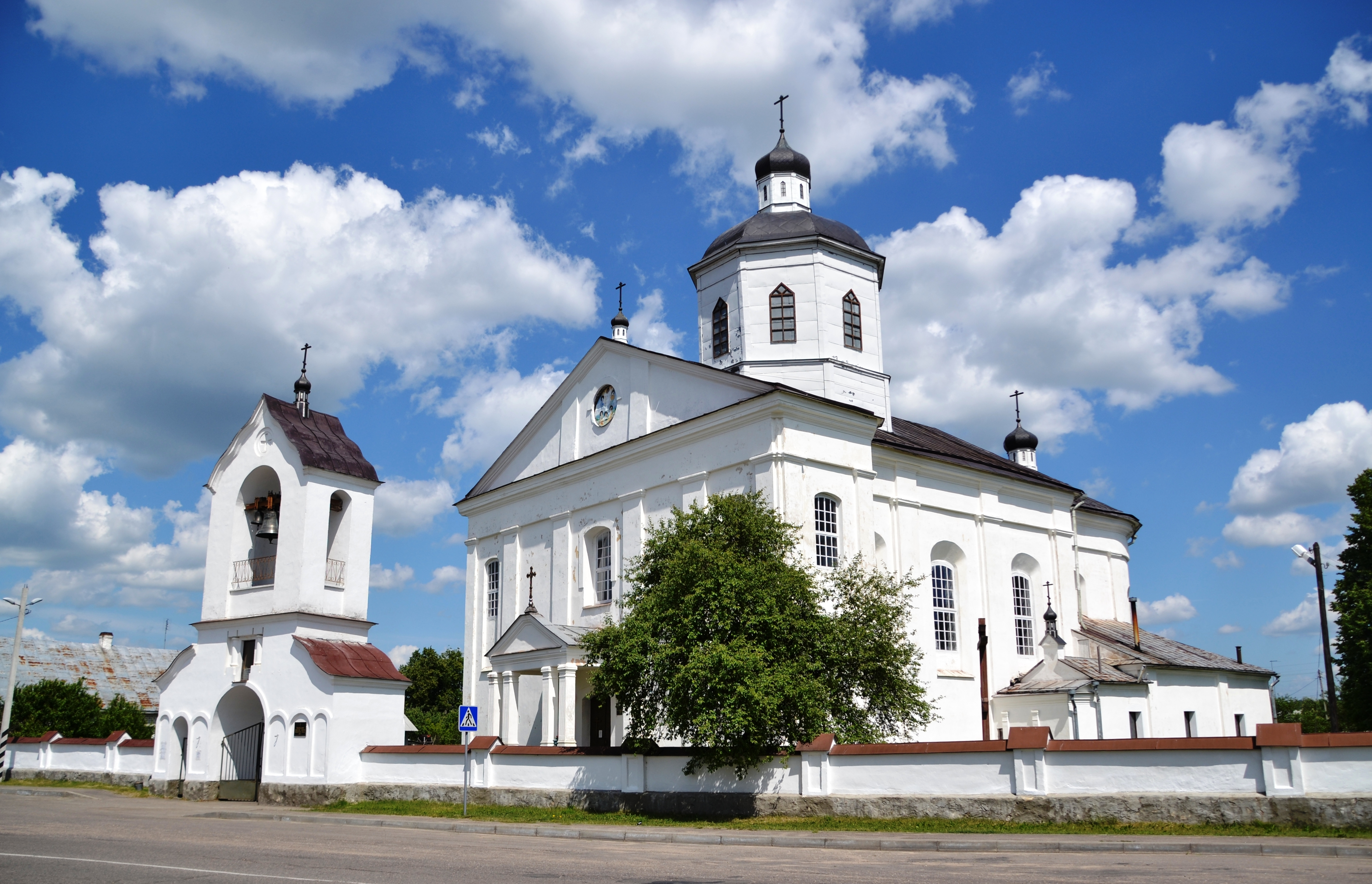
Колишній костел домініканців
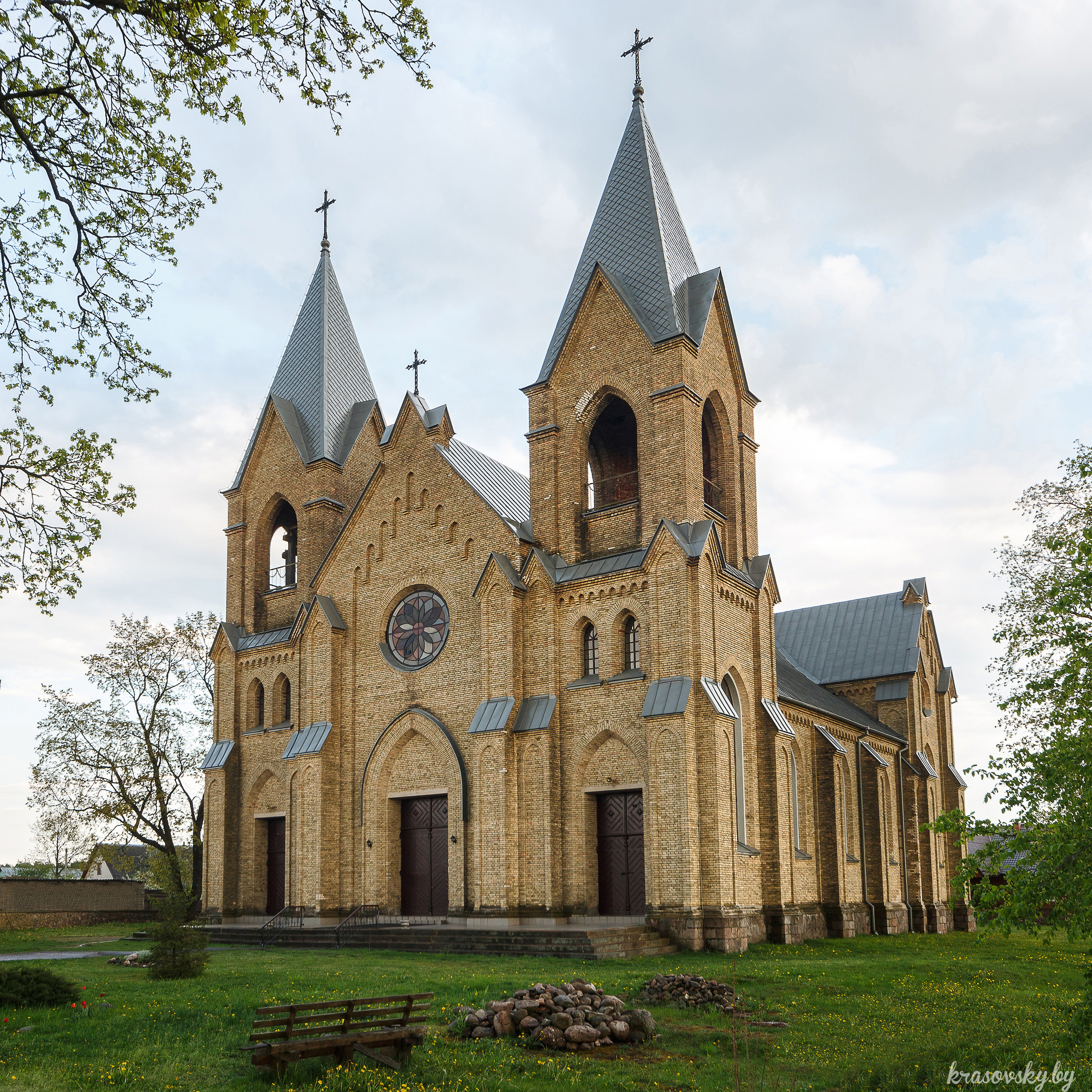
Костел Пресвятої Діви Марії
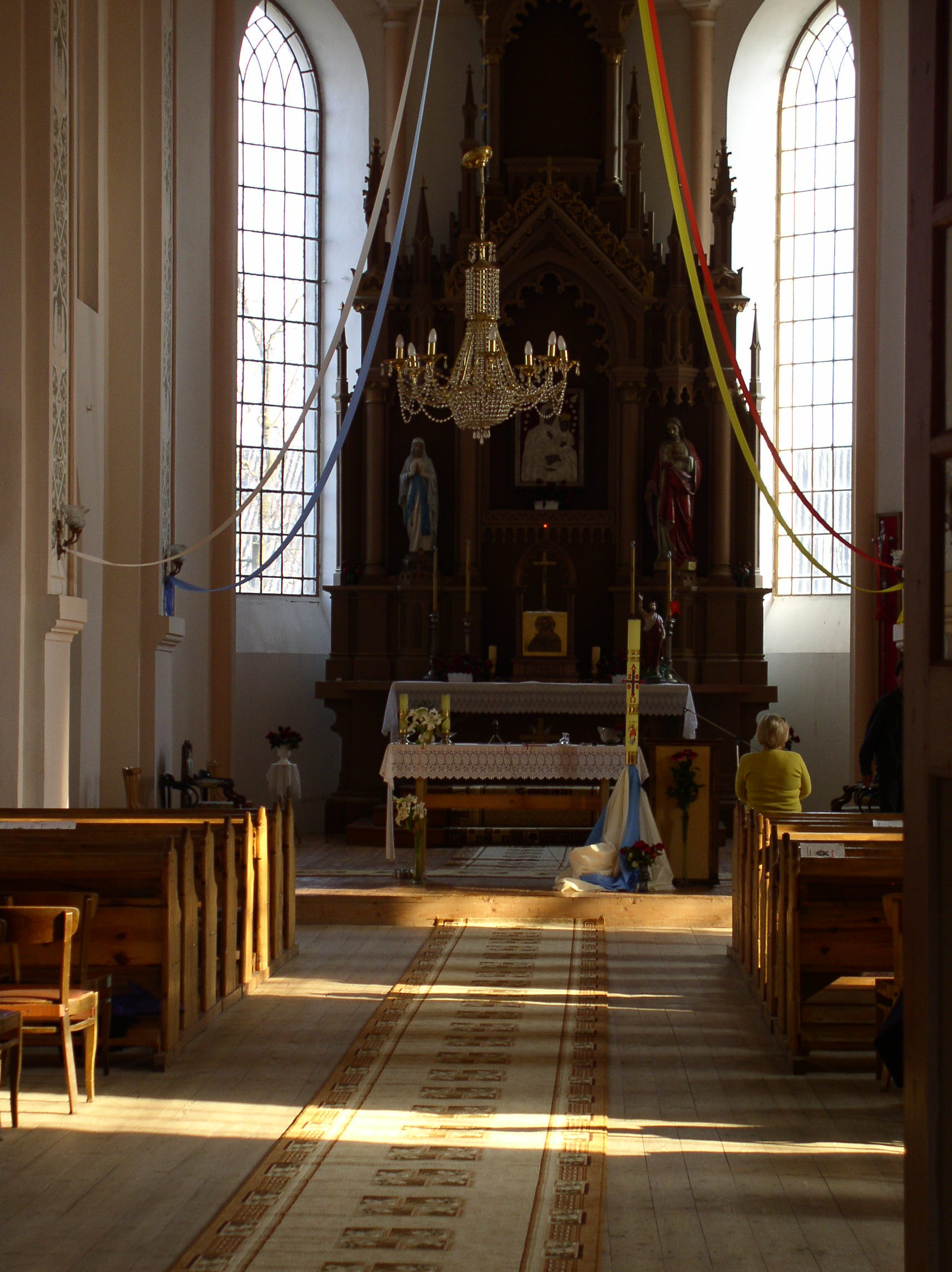
Костел Пресвятої Діви Марії, інтер'єр
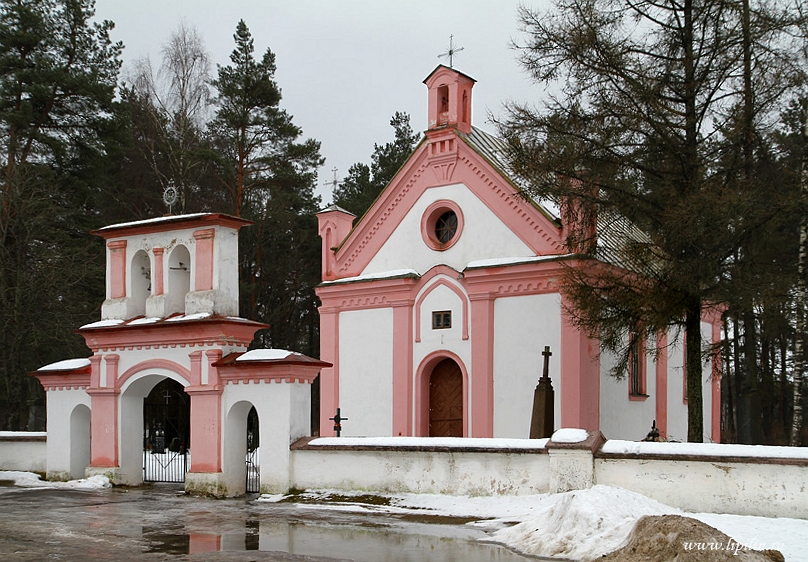
Каплиця Святої Анни на католицькому кладовищі
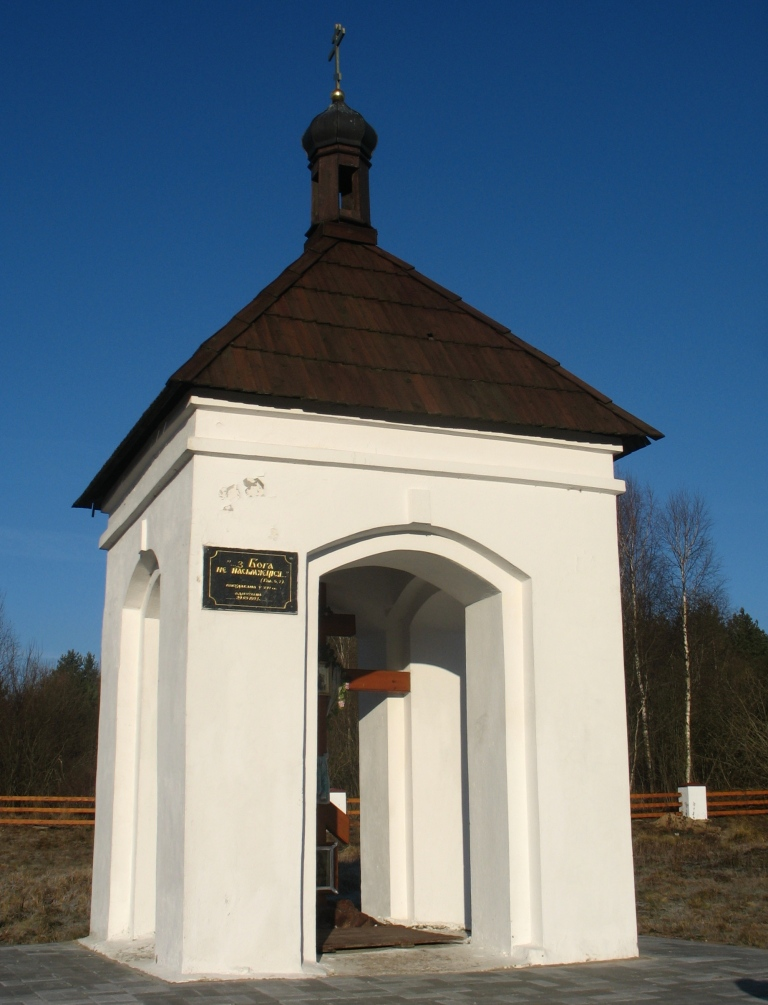
Каплиця біля руїн василіянського монастиря
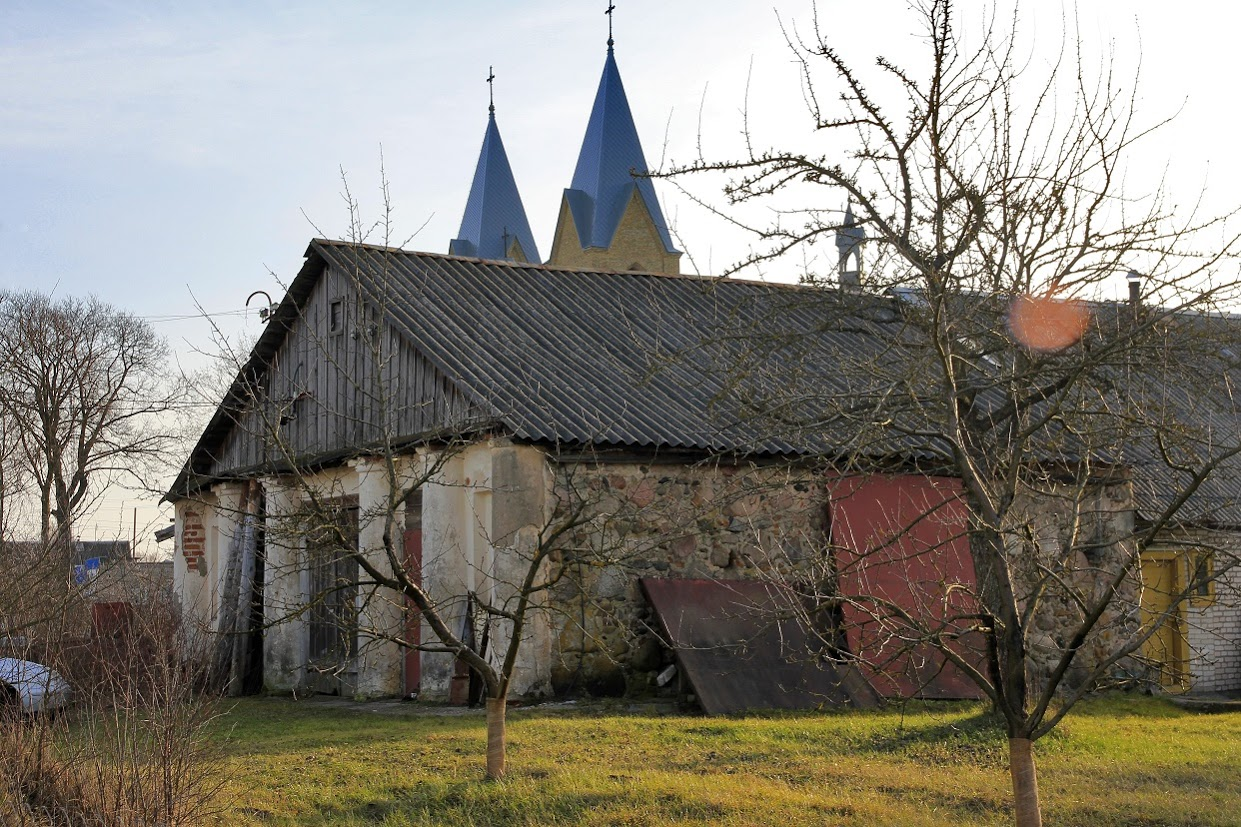
Садиба Здяховських, лядовня
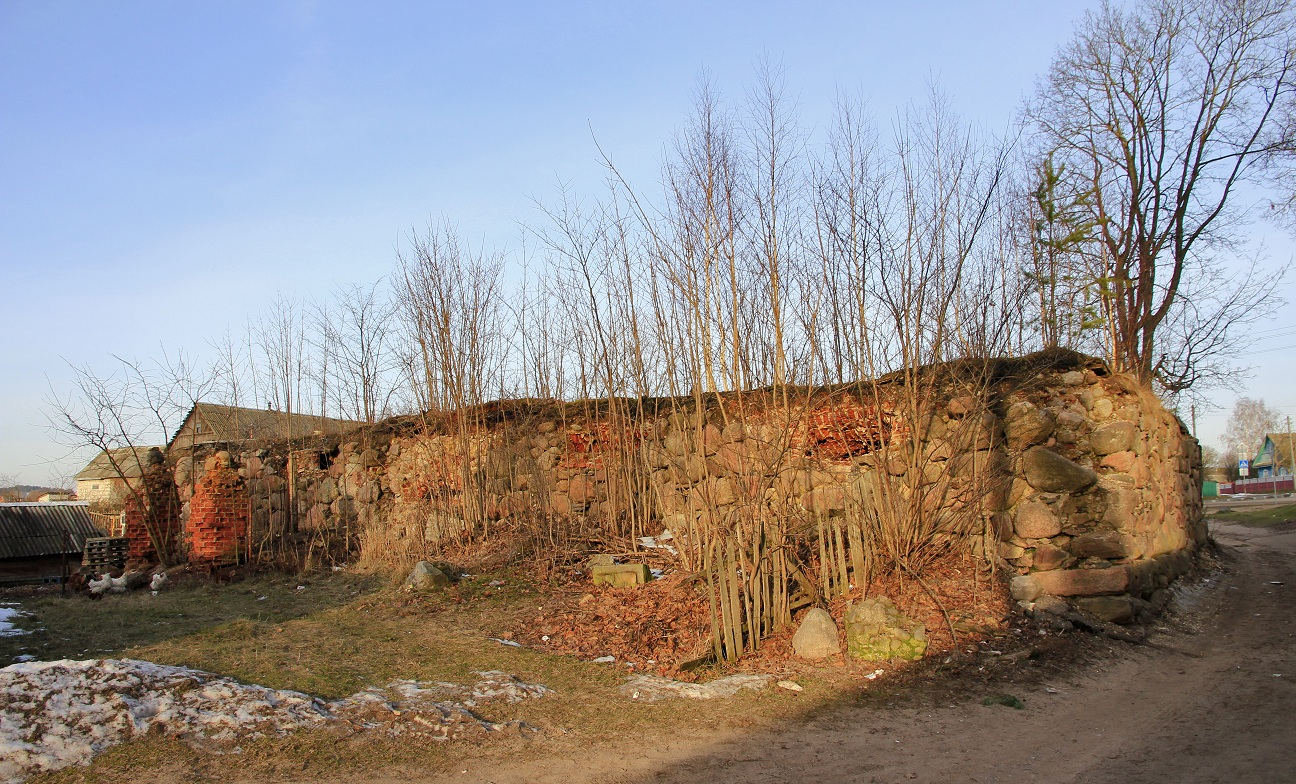
Залишки поштової станції